# Rue des Élus
La  rue des Élus  est une voie de la commune de Reims, située au sein du département de la Marne, en région Grand Est.

## Situation et accès
La rue des Élus appartient administrativement au quartier centre-ville.
Elle relie les rues de Talleyrand et la place du Forum et porte le nom qui fait référence au bureau des élections de la ville.
Elle est à double sens.

## Historique
Connue comme « Vicus judeorumm », puis « rue des Juifs » au XIIe siècle, elle est réunie à la « rue de l'Hermitage » en 1841 sous le nom de « rue des Élus ».

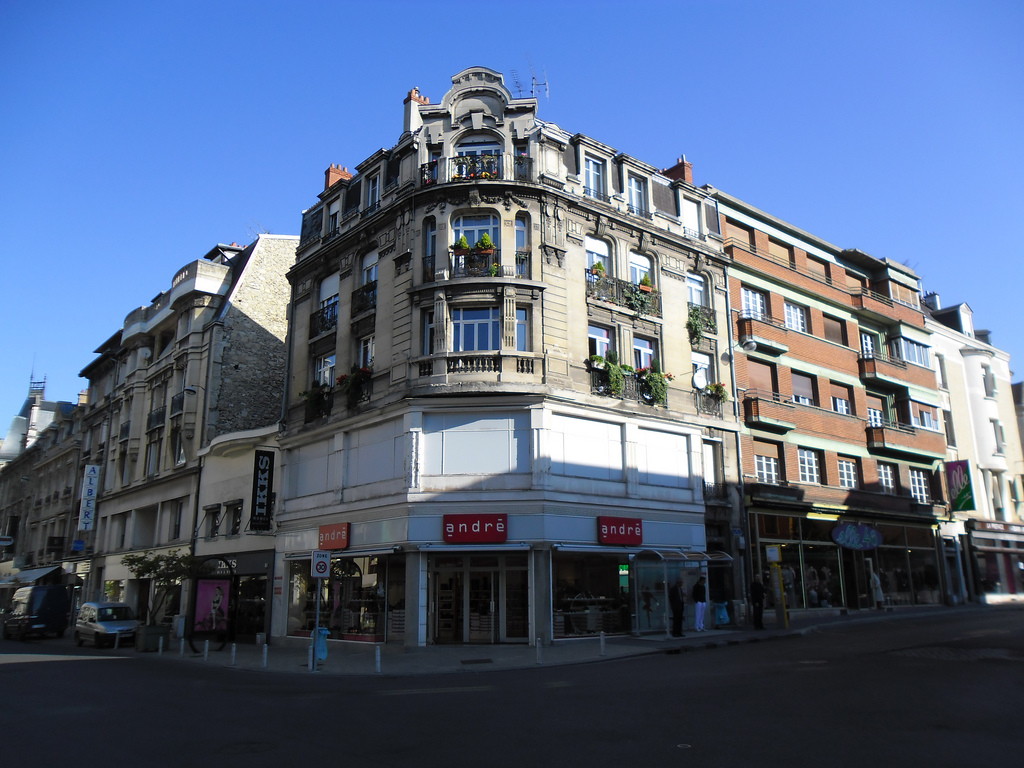
La rue des Élus partant à droite.
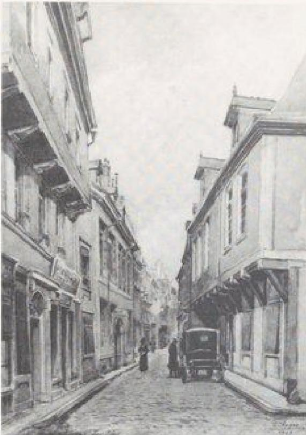
Reims Rue des élus 1909
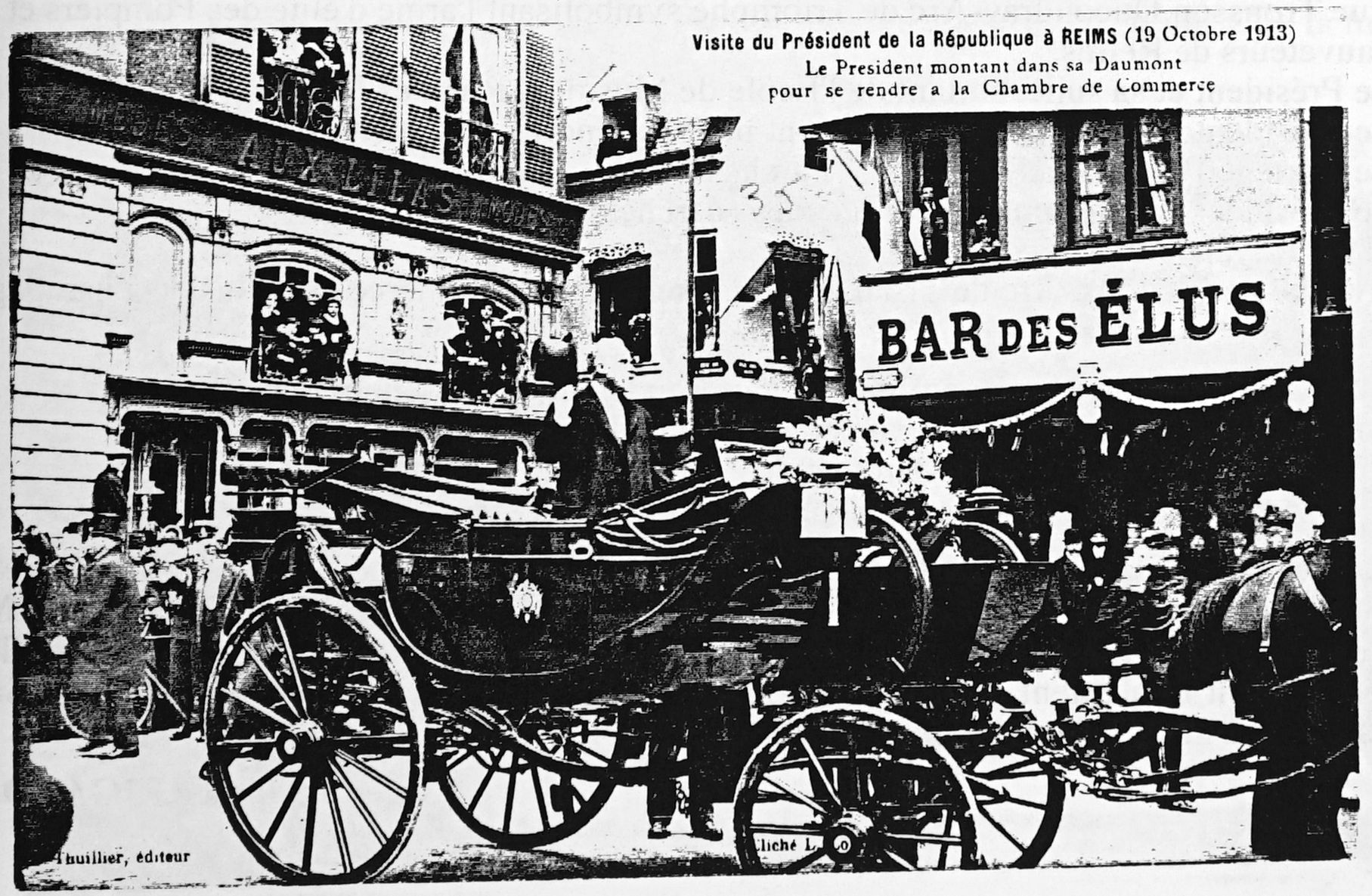
Lors de la visite du Président Poincaré en 1913.
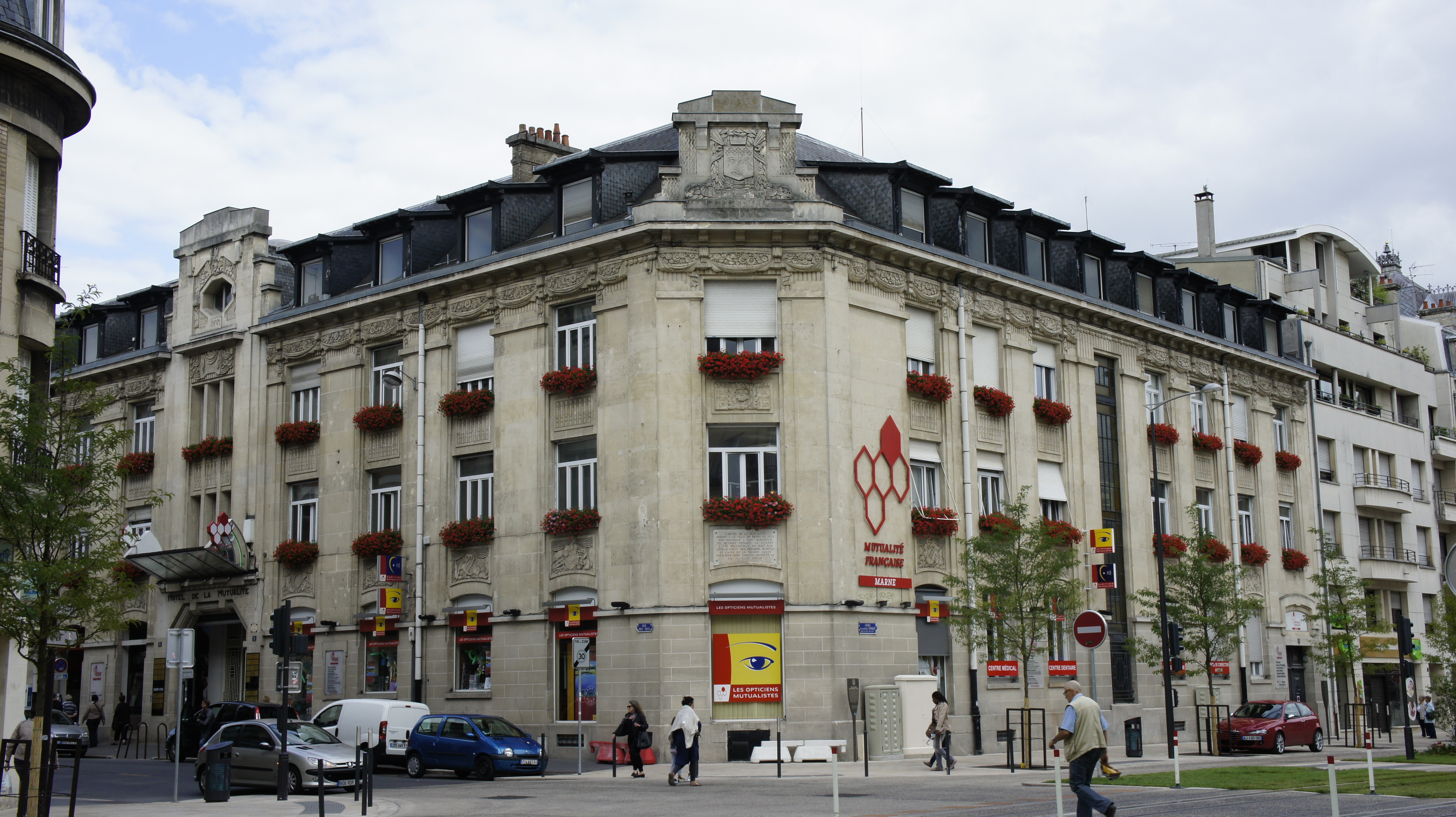
Passe devant l'Hôtel de la Mutualité de Reims.
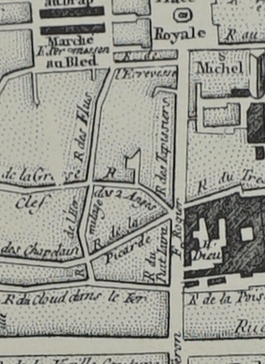
la rue sur le plan Moithey de 1775.